# NGC 1599
NGC 1599 è una galassia a spirale barrata situata nella costellazione dell'Eridano, a una distanza di circa 192 milioni di anni luce dalla nostra Via Lattea.

## Scoperta
La galassia è stata scoperta il 14 dicembre 1881 dall'astronomo francese Édouard Stephan.

## Descrizione
NGC 1599 ha una classe di luminosità III e presenta una larga riga a 21 cm dell'idrogeno neutro.

## Supernova
Il 18 gennaio 2005, all'interno di NGC 1599 è stata scoperta la supernova SN 2005aq da J. Graham e W. Li nel corso del programma LOSS (Lick Observatory Supernova Search) dell'Osservatorio Lick. La supernova è stata classificata di tipo IIn.